# Bryansford
Bryansford är en ort i Storbritannien.   Den ligger i distriktet Newry, Mourne and Down och riksdelen Nordirland, i den västra delen av landet, 500 km nordväst om huvudstaden London. Bryansford ligger 84 meter över havet och antalet invånare är 392.
Terrängen runt Bryansford är kuperad åt sydväst, men åt nordost är den platt. Havet är nära Bryansford åt sydost.  Närmaste större samhälle är Downpatrick, 18,1 km nordost om Bryansford.